# Genie Awards
Os prêmios Genie (em inglês: Genie Awards) foram premiações entregue pela Academia de Cinema e Televisão do Canadá entre 1949 e 2012. De sua primeira edição até 1979, a condecoração era conhecida como Canadian Film Awards, obtendo seu nome atual em 1980. Era amplamente considerado pela mídia como o equivalente canadense ao Oscar até ser fundido aos Gemini Awards para criar o Canadian Screen Awards.